# Mirosław Pokora

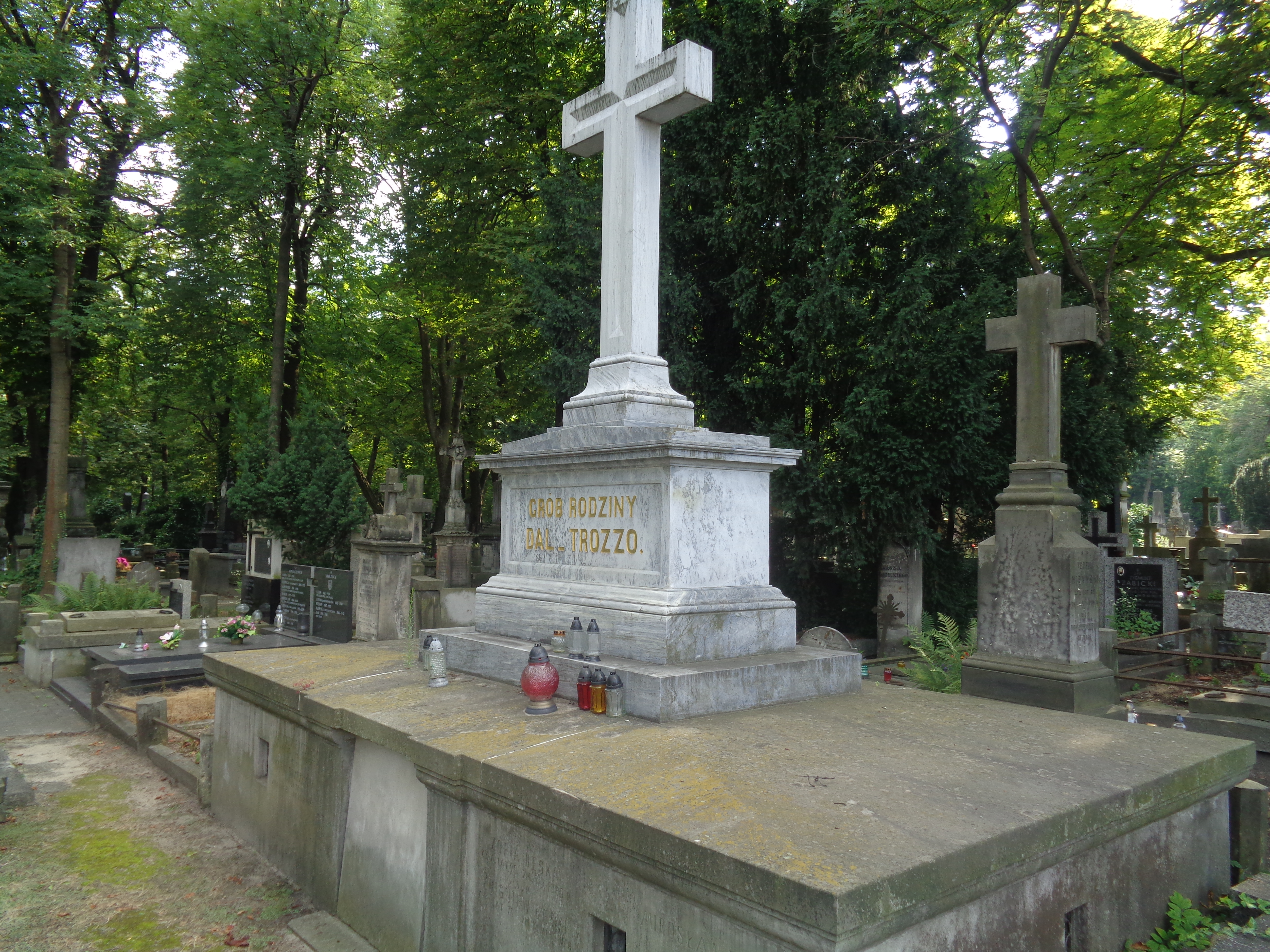
Nagrobek Mirosława Pokory na Cmentarzu Powązkowskim

Mirosław Pokora (ur. 1933 w Warszawie, zm. 2 czerwca 2006) – polski ilustrator książek (głównie literatury dziecięcej), plakacista, autor rysunków satyrycznych i karykaturzysta. Ukończył studia w Akademii Sztuk Pięknych w Warszawie. 
Jako rysownik debiutował w 1955 w tygodniku „Przyjaźń”, publikował w czasopismach polskich (m.in. „Szpilki”, „Świat”, „Dookoła Świata”, „Kurier Polski”) oraz zagranicznych (m.in. norweskie „Aften Posten” i duńskie „Politiken”).
Był też autorem książki pt. To samo inaczej, którą również zilustrował.
Pochowany na cmentarzu Powązkowskim w Warszawie (kwatera 27 wprost-3-6)

## Zilustrowane książki
- Babcia na jabłoni Miry Lobe
- Bajki, przypowieści, satyry Ignacego Krasickiego
- Bambi Feliksa Saltena
- Czy wiesz, co jesz? Ireny Gumowskiej
- Dwa pstryki techniki Włodzimierza Scisłowskiego
- Globus w proszku Wiktora Woroszylskiego
- Głuszce, diabły i Mitsouko Zygmunta Świętorzeckiego
- Jedziemy nad morze Wandy Chotomskiej
- Kobieta i seks Kazimierza Imielińskiego
- Kozucha Kłamczucha Janiny Porazińskiej
- Łowy niezapomniane Edwarda Wolewicza
- Morskie bajki Światosława Sacharnowa
- Najmilsi Ewy Szelburg-Zarembiny
- Nastolatki i bon ton Marii Dańkowskiej
- Noc komety Marka Rymuszki
- O czym ptaszek śpiewa Marii Konopnickiej
- Od jabłka Newtona do windy Einsteina Andrzeja Czarskiego
- Odwiedziła mnie żyrafa Stanisława Wygodzkiego
- Pałac, którego nie było Zdzisława Nowaka
- Po co właściwie trzymać psa? Ryszard Marek Groński
- Rozbójnicy z Kardamonu Thorbjørna Egnera
- Wilki i wilkołaki Krystyna Mazurkiewicza
- Zorro, załóż okulary Marty Tomaszewskiej
- Związek Szlachetnych Ryszarda Przymusa
- Lingua Latina. Łacina bez pomocy Orbiliusza Lidii Winniczuk